# Damian Drăghici

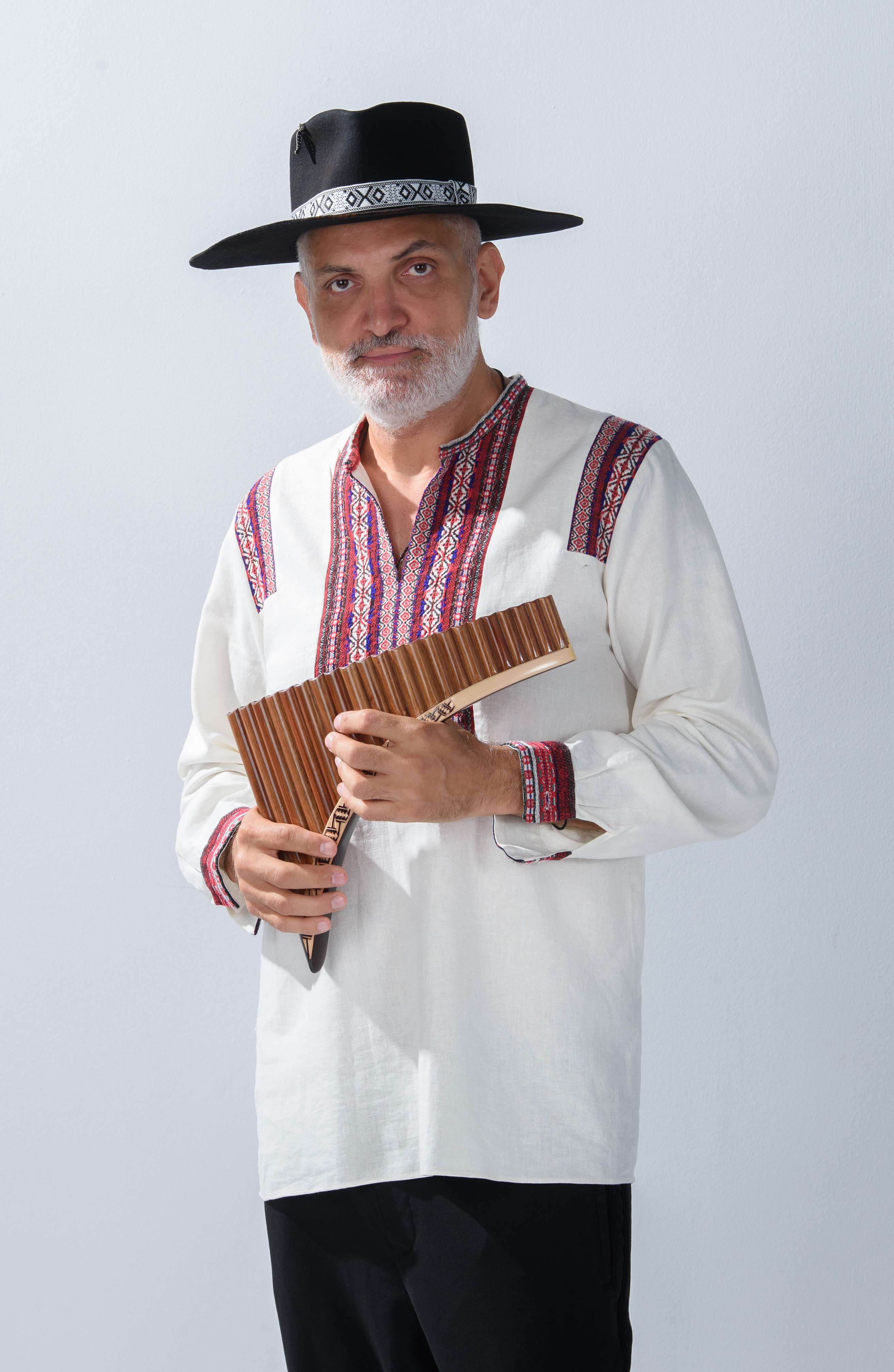
Damian Drăghici (2014)

Damian Drăghici (* 31. März 1970 in Bukarest) ist ein rumänischer Musiker und Politiker. Er war von 2014 bis 2017 Abgeordneter im EU-Parlament.

## Leben und Karriere
Drăghici wurde in Rumänien geboren und lebte zeitweise in den USA. Er gehört der Minderheit der Roma an. Er stammt aus einer musikalischen Familie. Im Alter von drei Jahren probierte er verschiedene Instrumente aus, mit zehn entschied er sich dann für die Panflöte. 1988 verließ er Rumänien und versuchte sich als Straßenmusikant in Athen. Er bekam ein Stipendium am Berklee College of Music in den USA; das Studium schloss er in zwei Jahren ab. Er ist der erste Panflötist in der Geschichte, der einen Bachelor of Music auf diesem Instrument stellt.
Er ist bekannt für sein schnelles Spiel, weil er dreimal so schnell spielt, wie es Panflötisten im Durchschnitt können. Er spielte bereits mit bekannten Musikern wie Paul Winter, Howard Levy, Glen Velez, Gary Thomas, Eugene Friesen, Randy Crafton, John Lockwood und bekannten Orchestern. 2001 spielte er bei der Night of the Proms zusammen mit James Brown, Joe Cocker, Shaggy, Cyndi Lauper, Zucchero, den Gipsy Kings, Roger Hodgson und den Pointer Sisters. Im selben Jahr gab er in Rumänien ein Konzert, das von 72.000 Menschen besucht wurde. Unterstützt wurde er dabei von 80 Sängern und 85 Musikern. 2006 wurde das Album „Silver Solstice“ der Band Paul Winter Consort, auf dem er Gastmusiker ist, mit einem Grammy Award ausgezeichnet. Er trat bei Zauberhafte Heimat in Brandenburg auf.
Bei der Europawahl 2014 wurde Drăghici für die sozialdemokratische Uniunea Națională pentru Progresul României (UNPR, Nationale Union für den Fortschritt Rumäniens) ins Europäische Parlament gewählt.

## Diskographie

### Alben
- 1999: Romanian Gypsy Pan Flute Virtuoso
- 2001: United States Yale Strom: Garden of Yidn
- 2004: Oneness
- 2004: Damian's Fire
- 2005: Journey to the Sun
- 2007: Magdalena
- 2009: Romaniac
- 2010: Best of
- 2023: Meditații Lăutărești

### Singles
- 2017: Dor De Iarnă (mit Ioana Ignat)
- 2017: Trandafire (mit Feli)
- 2021: Mă Întorc Acasă (mit Nicole Cherry & Cabron)